# Ophiura bathybia
Ophiura bathybia is een slangster uit de familie Ophiuridae.
De wetenschappelijke naam van de soort werd in 1911 gepubliceerd door Hubert Lyman Clark.